# Gałązki (Podlachie)
Pour les articles homonymes, voir Gałązki.
Gałązki est un village polonais de la gmina de Grabowo, dans le powiat de Kolno, voïvodie de Podlachie, au nord-est du pays.